# Gamma Camelopardalis
Gamma Camelopardalis (γ Cam) es una estrella en la constelación de Camelopardalis, la jirafa.
De magnitud aparente +4,62, es la octava estrella más brillante de la constelación, pese a su denominación de Bayer «Gamma».
Se encuentra a 359 años luz del sistema solar.
Gamma Camelopardalis es una subgigante blanca de tipo espectral A2IVn, similar a Miaplacidus (β Carinae) o a ε Gruis.
Ha abandonando ya la secuencia principal y brilla con una luminosidad 184 veces superior a la luminosidad solar.
Su diámetro angular estimado, 0,63 milisegundos de arco, unido a la distancia a la que se encuentra, permite estimar su diámetro real, resultando ser éste unas siete veces más grande que el del Sol.
Sin embargo, otras estimaciones más antiguas resultan en una cifra sensiblemente más pequeña de 2,5 diámetros solares.
La rápida rotación de la estrella —su velocidad de rotación es superior a 205 km/s— hace que la forma de la estrella no sea esférica sino elipsoidal, estando achatada por los polos; su grado de «achatamiento» se estima en 0,17.
Gamma Camelopardalis tiene una temperatura efectiva de 8842 K y una masa de casi tres masas solares.
Puede formar un sistema binario con una estrella de magnitud +8,6 cuya separación visual con ella es de 106 segundos de arco.
El tipo espectral de esta posible acompañante es F8.